# One Piece (manga)
A One Piece (ワンピース; Van Píszu; Hepburn: Wan Pīsu) 1997 óta futó, nemzetközileg sikeres mangasorozat a japán mangaka Oda Eiicsiró tollából, ami a televízió és mozi számára animévé lett feldolgozva. 2013-ban több mint 345 millió példányban kelt el és ezzel a One Piece lett minden idők legnagyobb példányszámban eladott mangája. Ezzel messze megelőzte fő riválisát, a Dragon Ballt, amelyből 152 millió példányt adtak el. A sorozat kezdetétől a Súkan Sónen Jump magazinban, már 1086 fejezet jelent meg. A történet egy fiatal kalózbandáról szól, akik egy kitalált világban a legendás kincset, a „One Piece”-t keresik. A főszereplő Monkey D. Luffy, akinek álma, hogy a kalózok királya lehessen. A One Piece hivatalos honlapján hétfőn bejelentették, hogy a One Piece manga bekerült a Guinness Rekordok Könyvébe, méghozzá „a mostanáig legnagyobb példányszámban kiadott képregény sorozat” címén. 2014 decemberéig mintegy 321 millió példányban nyomtatták ki és vásárolták meg világszerte.
2018 áprilisa óta 470 millió példányt adtak el. 2022 júniusában. Oda Eiicsiró bejelentette és egyben megerősítette, hogy a One Piece – a Wano Ország történetív után – hivatalosan is az utolsó felvonásához érkezik a sorozata. Ez jelezve az is, hogy a Manga 4 hét pihenőre vonul.

## Történet
A világon valaha élt legszabadabb ember kétségkívül nem más, mint Gol D "Gold" Roger vagy ahogyan manapság emlegetik a kalózkirály. A kivégzése napján az összegyűlt tömegből valaki kikiabált és megkérdezte, hogy hova rejtette el a legendás kincsét a One Piece-t. Erre ő így felelt: "A kincseimet akarjátok? Keressétek meg! Mindet egy helyen hagytam." Az emberek, hogy az álmaikat és vágyaikat beteljesítsék elindultak a Grand Line felé. Ezzel elkezdődött a Kalózok Kora.
Egy kis faluból a 17 éves Monkey D. Luffy is útnak indult egy csónakkal azért, hogy megszerezze a volt kalózkirály kincsét a One Piece-t és, hogy beteljesítse az álmát, ami a kalózkirállyá válás. Az útja során szegődnek hozzá a legénysége tagjai akiknek mind van egy-egy céljuk, amit el akarnak érni. A kalózcsapatot Luffy "kincséről" nevezték el, ami a szalmakalapja; ők a Szalmakalapos kalózok. A legénység tagjai mind kitűnnek az általuk szeretett foglalkozásban, ez alól talán úgy tűnhet, hogy maga a kapitány, Luffy bújik ki, de a kalandok során rájövünk, hogy az ő erőssége a barátaival való kötelékeken alapul.
A kalandjaik során a hajójukon a Going Merry-n utazva eljutnak Grand Line legkülönösebb szigeteire, mint például Little Garden-re, ahol két óriás évtizedek óta harcol egymással, vagy Skypiea-ra az égi szigetre. Harcolnak a tengerészekkel, más kalózokkal, olyan emberekkel akik démongyümölcsöt ettek és ezáltal különleges képességeket kaptak. Ilyen démongyümölcs használó Luffy is. Ő a gumigyümölcsöt ette meg és gumiember lett; képes megnyújtani bármely testrészét és ellenáll az erős ütéseknek. Más démongyümölcs erőt használok is vannak a legénységében, de vannak olyanok is akik másféleképpen harcolnak Luffy oldalán. A hajó kardforgatója, a volt kalózvadász, Roronoa Zoro a három kardos technikáját, vagy a kitűnő szakács, Sanji az elképesztő erejű rúgásait használja a csatákban.
Elképesztő kalandjaikon mind együtt harcolnak, barátokat szereznek és védenek meg. Kiállnak egymásért még ha a világgal is kell szembenézniük.
A manga és a tévésorozat több különböző cselekményszakaszra van felbontva, amelyekben a Szalmakalapos kalózok egy-egy főellenség ellen küzdenek meg, akit Luffy egy végső, döntő csatában legyőz, míg a társai mellékellenségekkel küzdenek meg, és így küzdelemről küzdelemre erősebbek lesznek.
A manga a melléktörténetek által egy második cselekményszálat kap, amely a főszáltól eltérő történést mutatja be, már legyőzött ellenfelek, hátrahagyott barátok vagy küzdőtársak által, illetve új karaktereket mutat be. Ez esetben nem lehet kizárni, hogy a melléktörténet ismét a főcselekmény része lesz. Erre egy jó példa a rajongók által Buggy mellékcselekményszálnak elnevezett történet: Miután Buggyt Luffy legyőzte, Buggy egy kisebb odüsszeiát él meg a fő cselekményszálon kívül, és később visszatér a főtörténetbe, hogy bosszút álljon Luffyn.
Az egyes fontosabb karakterek háttértörténete mindig visszatekintésekben van felgöngyölve.

### One Piece
A One Piece a Gol D. Roger – a köznép által Gold Rogernek nevezett – kalóz legendás kincse, amelyet a legveszélyesebb tenger, a Grand Line utolsó szigetén laughtalen rejtett el. Az a kalóz, aki ezt megtalálja az lesz az új Kalózkirály. Mivel ez még senkinek sem sikerült, így egyesek már a kincs létezésében is kételkednek. Edward Newgate, Fehérbajszos a halála előtt megerősítette a One Piece létezését.

### A világ
A One Piece világa a négy nagy Kék tengerből áll: Északi, Keleti, Déli és Nyugati. A négy Kék tenger között húzódik a Grand Line, ami részben egy kereskedelmi útvonal. A Grand Line-on található a Világkormányzat és a Tengerészet központja, továbbá a legerősebb kalózok. Állítólag valahol a Grand Line-on található az All Blue, ahol a világ összes halfaja megtalálható. Az egyetlen kontinens a Red Line, amely észak-déli irányban terül el a bolygón, így kétszer is lemetszi a Grand Line-t. A Grand Line első felét Paradicsomnak hívják azok, akik megjárták a One Piece világának legveszélyesebb területét, az úgynevezett Új Világot, ami a Grand Line második fele.
A Grand Line széleit Calm Beltnek hívják, ott állandó szélcsend uralkodik, és tele van Tengeri Királyokkal, hatalmas víziszörnyekkel.
A Grand Line-on hét lehetséges útvonalon lehet haladni, amelyek legvégül Raftel-en, az utolsó szigeten – ahová idáig csak Gol D. Roger és társai értek el – futnak egybe. Az útvonalak keresztezik egymást még a Gyojin (Halember) szigeten, amely a Red Line alatt fekszik. Mivel a szigeteknek erős mágneses terük van, iránytűt nem lehet használni a tájékozódáshoz. Ezért úgynevezett Log Pose-okat használnak. Ezek speciális iránytűk, amik az egyes útvonalon fekvő, következő szigetre mutatnak- illetve Eternal Pose-okat, amelyek egyes bizonyos szigetekre mutatnak.
További különlegességei a világnak az úgynevezett démongyümölcsök, amelyek azoknak, akik belőlük esznek, különleges képességeket adnak. Viszont megfosztja őket az úszás képességétől, megbénulnak a tengervízben és így megfulladhatnak. A kairusekei -tengerkő- is ugyanazt váltja ki mint a tengervíz.
Alabasta
Alabasta egy sivatagi királyság a Grand Line első felén. Egyike a Világ Kormány 20 alapító országának. A fővárosa Alubarna. A további városai többek közt Yuba, Rainbase és Nanohana.
Alubarna Alabasta fővárosa, nagyon gazdag kultúrával. Egy hatalmas város egy óriási sziklára építve. Lépcsők vannak a kőbe vésve 4 oldalon, hogy be lehessen jutni a városba. Van egy óratornya, és itt található a Királyi Palota is.
Yuba egy kisebb település, körülbelül 8-10 éves. Toto és a fia Koza alapította a király parancsára. A települést elhagyták a lakosai a folyamatos homokviharok miatt, és Toto maradt ott egyedül.
Rainbase Crocodile, az Alabasta Saga főgonoszának "bázisa". Itt birtokolja a Rain Dinners nevű kaszinót, és ebben a kaszinóban tervelte ki a királyi trón bitorlását.
A Sandora sivatag egy hatalmas sivatag, a legnagyobb terület Alabastában. A Sandora folyó a sziget közepén futó folyó.
Alabastának egy távolra visszanyúló múltja van. Nico Robin szerint az ország már létezett az Üres Évszázad előtt 500 évvel, talán még ennél is régebben. A Király Palota már 4000 éve áll. 800 éve, a Nefertari család egyike volt a Világ Kormány alapító családainak. Kiemelkedően, ők voltak az egyetlen család akik ottmaradtak a saját országukban, hogy tovább vezessék, ahelyett, hogy felköltöztek volna a Red Line tetejére, Marie Geoise-ba, ahogy a másik 19 király család tette. Azoknak az országoknak, akiknek király családja felköltözött a "Szent Föld"-re, új vezetőt kellett választaniuk. A főváros alatt található egy Poneglyph is, ami az egyik Ősi Fegyver, Pluton helyét mondja meg.
Enies Lobby
Enies Lobby, más néven a Bíróság Szigete egy kormány által irányított erőd volt, a néhai CP9 bázisa. Egy bizonyos "Tengeri Vasút" köti össze több másik szigettel, többek között Water 7-tel. A szigetet "délutáni sziget"-nek vagy "éjszakátlan sziget"-nek nevezik. Enies Lobby-ból közvetlenül el lehetett jutni Impel Down-ba és a volt Tengerész Főhadiszállásra, Marinefordba. A szigetnek volt egy bírósági nagyterme, ami megkönnyítette a bűnösök Impel Downba, a kormány legnagyobb börtönébe való szállítását. Újabb történések miatt a sziget teljesen el lett pusztítva és romokban hagyva a Buster Call eredményeképp. Nem tudni, hogy újra lett-e esetleg építve a 2 éves időugrás alatt.
A CP9 a legtitkosabb Cipher Pol egység, csak a kormány és a magas szintű tengerészek tudnak a létezéséről. Mindegyik tagja a rokushiki,egy évek gyakorlatát igénylő harcművészet mestere.
A sziget egyik kiemelkedő eleme egy hatalmas vízesés, ami látszólag egy feneketlen lyukba folyik le. Valami ok folytán egy hatalmas adag szárazföld található a vízesés felett, amit csak egy kis földből való híd köt össze a sziget többi részével. Sosincs éjszaka a szigeten, még nagy viharok közben, mint az Aqua Laguna, is süt a nap körülötte. Sok örvény is található a sziget mögött, és egy hatalmas kapu, "Az Igazság Kapuja" ,ami csak akkor nyílik ki amikor elítélteket szállítanak, a nyitás miatt történő árapály megszünteti az örvényeket. A vízesés gyűrű egy természetes anomália, ami látszólag nem létezik sehol máshol.
A szigetnek van egy ítéletvégrehajtó terme, a bíró egy 3 fejű óriás, Baskerville Bíró. Ő igazából három különböző ember aránytalan végtagokkal. Különböző neveken szólítják egymást, például Jobb Baskerville, Bal Baskerville, míg a középső fej Hercegnőnek szereti hívni magát, bár néha más nevet választ. A bíróság elvileg fair, de mivel Baskerville három feje különböző szempontból nézi az eseteket, ez néha elferdíti az ítéletet. Bal Baskerville szívesebben enyhít a büntetésen, míg Jobb Baskerville nagyon szigorú. A középső fej, habár azt mondja hogy ő a két nézet közepén helyezkedik el, általában rögtön halálra szeretné ítélni a bűnöst, ilyenkor a két szélső fej emlékezteti hogy neki kéne lennie a tökéletes ítéletvégrehajtónak. Az esküdtbíróság olyanokból áll akik már megkapták az ítéletüket. Senki se szokta ártatlanként elhagyni a termet, mivel az esküdtszék azt akarja hogy másokat is elküldjenek velük együtt Impel Down-ba. Tom, a tehénhal gyojin volt az egyetlen aki közel volt ahhoz hogy ártatlan legyen, mivel a Tengeri Vasúton dolgozott, de később ő is el lett ítélve Spandam "segítségével".
A CP9 főhadiszállás, az Igazság Tornya egy felvonóhídon túl található. Egy magas toronyból áll, amire büszkén fel van írva az "Enies Lobby" felirat. Ez a legnagyobb épület a szigeten. Sok emelete van. Ez az épület amiben zajlódott a harc a Szalmakalapos Kalózok és a CP9 között az Enies Lobby Arc-ban. A harc közben nagyon sok sérülést szenvedett az épület.
Egy földalatti (és vízalatti) járat köti össze az Igazság Tornyát és Habozás Hídját. A Habozás Hídja egy nagy, két részből álló felvonóhíd. A híd az utolsó állomás a kaput éppen átlépő bűnösöknek. A neve onnan jött, hogy itt realizálják az elítéltek, hogy nincs visszaút, és megpróbálnak visszafele futni, de az őrök ezt nem engedik. Amint elhagyják a helyet, nincs visszaút, a sorsuk meg van pecsételve. Innen hajóval vagy a tengerészek főhadiszállására, vagy Impel Downba, a víz alatti börtönbe szállítják őket. Az Igazság Kapuja(i) egy hatalmas kapu a semmire építve. Innen két irányba lehet menni, vagy Impel Down-ba, vagy Marineford-ba. A kapu sose nyílt ki teljesen a Szalmakalaposok támadásáig.

## Démongyümölcs
A démongyümölcs azoknak, akik esznek belőle különleges képességet ad, de megfosztja őket az úszás képességétől és ha tengervízbe esnek, vagy kairouseki-vel -tengerkő- érintkeznek, akkor megbénulnak, amíg ki nem segítik őket a vízből, vagy eltávolítják a közelükből a kairouseki-t. Egyszerre csak egy démongyümölcs képességgel lehet rendelkezni. Aki mégis kapzsi módon megpróbál többet is megenni az meghal, kivéve Feketeszakállat,aki két képességet is birtokol, valószínűleg a saját démongyümölcse képessége által. Ha egy démongyümölcs erővel rendelkező ember meghal akkor a démongyümölcse valahol a világon újra megjelenik, ahogy Ace tűzgyümölcsével is történt. Ezt láthattuk Smiley halálakkor is. Az újratermelődés mechanikája ennél sokkal bonyolultabb, pontos leírása még várat magára.
A legelterjedtebb típus az, amelyik valamilyen képességet ad használójának, aki nem tud átváltozni és nem is sérthetetlen, ez a típus a paramecia. Ilyenek pl. Luffy-gumitest, Mr.1-acélpengék növesztése, Fehérbajusz-földrengés előidézése, Nico Robin – bárhol ki tudja növeszteni karjait, illetve más testrészeit pl. szemeket, lábat stb., Eustass Kid – mágneses teret hoz létre.
Egy másik típus a zoan. A zoan típus valamilyen állattá alakítja annak használóját, aki így nagy sebességre, állóképességre, erőre és gyógyulásra tesz szert. Ilyen típussal rendelkeznek pl. Kaku-zsiráf, Dalton-bika, Chopper-ember, Pell-vándorsólyom, Chaka-kutya/sakál. Különös módon nem minden madár típusú démongyümölcsöt evők rendelkeznek a repülés képességével.
A zoan típusú démongyümölcsöknek van 3 altípusa: vérszomjas, ősi és misztikus. A leggyakoribb ezek közül a vérszomjas, aki ilyen gyümölcsöt eszik az képes lesz valamelyik hétköznapi állattá átváltozni pl.: farkas, leopárd, zsiráf. Ősi zoan típust X. Drake képviseli, aki dinoszaurusszá képes átalakulni. Ebből a típusból eddig ezt az egyet láttuk, de feltételezhetően a többi is valamilyen mára már kihalt állattá alakítja át ez embert. A misztikus zoan típusú démongyümölcsre példa eddig Marco, aki főnixszé tud átváltozni.
A legerősebb típus a logia típusú. A logia típusú képesség a használója testét valamilyen más anyaggá alakítja, így azt hiába támadják, a testen csak átmegy... Azonban ezeknek is lehet gyengéje, pl. a tűz semlegesíti a jeget, vagy a magma a tüzet. Így csak egy másik logia típusú embernek vagy egy haki használónak van ellene esélyük. Ilyen típusú ereje van pl. a következő szereplőknek:
Smoker-füst, Enel-villám, Aokiji-jég, Ace-tűz, Crocodile-homok, Akainu-láva/magma, Kizaru-fény.
Az eddig megismert legerősebb démongyümölcs erejével Feketeszakáll rendelkezik, a sötétséggyümölccsel. Az ő démongyümölcse is logia típusú. Elképesztő ereje abban rejlik, hogy más gyümölcshasználók képességét ideiglenesen meg tudja szüntetni. Hátránya, hogy az ellenség csapásait nem tudja átengedni testén, viszont képessége hamar meggyógyítja a támadás elszenvedése után.

## Haki
A haki egy olyan erő, ami a One Piece világában minden élőlényben jelen van, de a legtöbb ember nem is tud róla és vagy hiába próbálkozik, nem sikerül neki felszínre hoznia.
A hakinak három fajtája van.
Megfigyelés Színének (Kenbunshoku no Haki): Ez egy olyan képesség, ami lehetővé teszi a hsználója számára, hogy érzékelje mások jelenlétét, erejét és érzelmeit, valamint korlátozott prekognitív képességekre tegyen szert. Ha sikerül elsajátítani, akkor használója képes lesz előre látni ellenfele mozdulatait és így előnyre tesz szert. Ezt a fajta hakit Skypiea-ban mantra néven ismerik, használója pl. Enel.
Fegyverzet Színe (Busoshoku no Haki): Ez használójának egy láthatatlan páncélzatot ad, ami blokkolja az ellenfél támadásait és használója támadását felerősíti. Továbbá ez a fajta haki az egyetlen olyan erő amely képes semlegesíteni a démongyümölccsel rendelkezők erejét és így egy logia típusú démongyümölcs használót is képes megütni. Ez az erő tárgyakba, fegyverekbe is tölthető, így azok még erősebbek lesznek. E képesség használója pl. Sentomaru.
E két fajta hakit használják a tengerészet erősebb tagjai, elsősorban az al-admirálisok, továbbá képzett kalózvadászok és kalózok. Viszonylag gyakorinak mondható, mivel tanulással elvileg bárki elsajátíthatja – persze vannak, akik már tanulás nélkül is rendelkeznek vele, de ritka az ilyen.
Király Akarata (Haoshoku no Haki): Lehetővé teszi, hogy valaki érvényesítse akaratát mások felett, ledominálja őket, ami miatt a kevésbé erős akaratúak megfélemülnek, vagy (ha sokkal gyengébbek) elveszítik az eszméletüket. Ezt csak nagyon kevesen képesek használni, de használói szinte mindig világhírűvé válnak. Ez a képesség nem fejleszthető, nem erősíthető, a használója lelki erején alapszik. Csak kevesekben található meg és csak az irányítását lehet megtanulni.

## A Szalmakalap-kalózok kalandjai
A Kalózkirály, Gol D. Roger kivégzése után egész kalózrajok indultak a One Piece keresésére.
20 éveel Gold D. Roger kivégzése után a fiatal Luffy elhagyja szülőfaluját, hogy társakat keressen a kalózbandájához, azzal a céllal, hogy az ígéretét, amit Vöröshajú Shanksnek adott, hogy felállít egy ütős kalózbandát és Kalózkirály lesz, beváltsa. Az első kalandjában ráveszi a kardforgató, kalózvadász Zorót és a navigátor Namit, hogy csatlakozzanak hozzá, majd együtt győzik le Buggyt és legénységét. Ezután a mesterlövész Usopp is csatlakozik és megszerzik első hajójukat, a Going Merryt. Következő útjuk egy étteremhajóra vezet, mivel nagyon megéheztek. A hajót megtámadják a Krieg kalózokat, akiket sikerül legyőzniük és az egyik szakács, Sanji is csatlakozik hozzájuk. Ezután Nami szülőfalujába érkeznek, ahol legyőzik a zsarnok Arlongot, majd a Grand Lineon folytatják kalandjaikat.
Miután Chopper, a hajóorvos is a banda tagja lesz, segítenek Vivi hercegnőnek, az otthona, Alabasta királyság megmentésében az egyik Shichibukai, Crocodile és az általa vezetett Barokk Művek(Baroque Works) ellen. Ezután Nico Robin is csatlakozik hozzájuk. Így jutnak később a sokak által csak mesének tartott Szkípiába. A felhők fölötti társadalomban forradalom folyik, egy önjelölt isten, Enel tartja rettegésben Szkípia lakosait, akit Luffynak nehezen, de sikerül legyőznie. Hálából Szkípia lakói arannyal árasztják el őket. Crocodile és Enel legyőzése közben találkoznak Aokiji admirálissal, aki először barátságosnak tűnik és segít a Szalmakalap kalózoknak, de később Robin átadását követeli. Mivel kérése süket fülekre talál, Luffyékra támad, akiknek esélyük sincs legyőzni őt. Végül Aokiji legyőzi Luffyt és ígéretéhez híven távozik.
Mivel a hajó az utolsó kalandok óta erősen megrongálódott, Luffy és bandája útra kelnek, a hajódokkjáról híres Water Sevenbe, hogy megjavíttassák. Ezért, még a hatalmas kincset is beáldoznák, viszont a dokk dolgozói úgy gondolják, hogy a hajó már nem javítható. Hogy új hajót vegyenek vagy keressenek egy módot, miképp javíthatják meg Luffy és Usopp összevesznek, végül Usopp kilép a bandából. Feltűnik a CP9 nevű szervezet, ami a saját oldalára állítja Robint, majd egy, a polgármester, Iceberg ellen megkísérelt merénylettel a Szalmakalap kalózokat vádolják, így a banda teljesen összeomlik. Végül úgy döntenek, megkeresik Robint és kiderítik mi folyik itt valójában. Megtudják, hogy a CP9 a Világkormányzat titkos osztaga és egy fegyver tervrajzait akarják megszerezni, amit Iceberg és Franky őriznek. A CP9 elfogja Frankyt és Enies Lobbyba, az igazság szigetére viszik, hogy Robinnal együtt ítélkezzenek fölöttük, Luffyék ezt elmondják Icebergnek is, így nevük tisztázódik. A Szalmakalap kalózok, Franky és Iceberg barátai úgy döntenek, felveszik a harcot Enies Lobbyval és a CP9-cel. A hosszú ostrom és párharcok végül a Szalmakalap kalózok győzelmével zárulnak és Franky is csatlakozik hozzájuk, mivel vérdíjat tűztek ki rá. Új hajót is szereznek, a Thousand Sunnyt, amit Franky épített.
Miközben a csapat a következő sziget, a Halember-sziget felé tart, átkelnek a Rejtélyes Háromszögön, ahol már sok hajó nyomtalanul eltűnt. Itt egy sziget méretű hajóra keverednek, ahol Gecko Moria, a 7 shichi bukai egyike áldozatokat gyűjt, hogy végrehajthassa tervét és kalózkirállyá váljon. Miután Luffy legyőzi őt csatlakozik hozzájuk Brook, aki egy legendás élő csontváz. Luffy és Moria harcát Bartolomew Kuma is végignézte, aki szintén egy shihi bukai. A Világkormányzattól azt a feladatot kapta, hogy a hajón mindenkit öljön meg. Kuma elkezdi a feladat végrehajtását, de mikor rádöbben, hogy a Szalmakalap kalózok képesek lennének feláldozni magukat Luffyért, akkor meghagyja életüket és távozik a hajóról.
Ezután a Sabandony Archipelago nevű szigeten Luffy megtámadja a Világkormányzat megalapítóinak egyik leszármazottját, így neki is és a szigeten lévő többi kalóznak is menekülnie kell, ugyanis ez főbenjáró bűn. Megérkezik Kizaru admirális és Bartolomew Kuma, hogy az összes kalózzal végezzen. Kizaru több, mint 400 kalózt elfog, Kuma Luffyt és társait a képessége segítségével szétszórja a világ különböző szigeteire. Luffy Amazon Lillybe kerül, ahol megismerkedik a Shichibukai női tagjával, Boa Hancockkal, aki szerelmes lesz a fiúba és mindenhol segít neki ahol tud.
Luffy megtudja, hogy Marshall D. Teach, közismertebb nevén Feketeszakáll, elfogta Ace-t és 1 hét múlva kivégzik. Luffy ki akarja szabadítani bátyját az Impel Down nevű börtönből. Luffy a börtönben Ace után kutatva összefut Buggyval, aki épp szökni próbál és együtt szálnak szembe Impel Down őreivel. Buggy rengeteg foglyot szabadít ki, akik közül sokan csatlakoznak legénységéhez. Luffy az okamák segítségét kéri, így Bon Clayjel és Emporio Ivankovval az oldalán indul Ace kiszabadítására, de elkésik. Acet a tengerészek már a vesztőhelyre vitték. Luffy ezért kiszabadítja Crocodilet és a 7 shichi bukai egy bebörtönzött tagját, Jimbeit, akik hálából az ő oldalán harcolnak. Impel Down főigazgatóját, Magellant nem tudják legyőzni, de sikerül elmenekülniük a börtönből és Bon Clay önfeláldozásának hála a tengerészek elől is el tudnak menekülni.
Mikor megérkeznek Marinefordba Ace kivégzésére, akkor már javában zajlik a harc a Fehérbajusz kalózok és a Tengerészet között. Luffy megismerkedik Fehérbajusszal, majd Ace megmentésére indul. Rátámad az általa megmentett Coby, a nagyapja, Garp, a shichi bukai Juraquille Mihawk és Kizaru admirális többször. Cobyt könnyedén legyőzi, Mihawkot Vista lefoglalja, Kizarutól többször is sikerül megszöknie, Garp pedig hagyja magát, így sikerül kiszabadítania Acet.
Időközben Akainu Fehérbajuszra támad. Habár Akainu logia típusú nem tudja őt megölni, de így is legyőzi, majd a megérkező Feketeszakállal küzd, ami során életét veszti. Az Akainu ellen folytatott harcban Fehérbajusz több súlyos sérülést is elszenved, halála előtt utolsó szavai, hogy nem Feketeszakáll a kiválasztott, aki a "D akaratát" hordozza, és akire Gold Roger várt.
Luffynak ugyan sikerül megmentenie Acet, de Ace életét veszti, mikor megvédi Luffyt Akainu admirálistól. Mindez Luffy szeme láttára történik és ezt látva elájul. Jimbeij menekíti az ájult Luffit Akainu elöl, közben mind a ketten életveszélyesen megsérülnek. Buggy elviszi Luffyt és Jimbeit Akainu közeléből, majd Trafalgar Law Amazon Lillybe menekíti és útközben meggyógyítja őket. Ekkor jelenik meg Shanks, aki lenyugtatja a kedélyeket és mindenki lerakja a fegyvert, majd eltemeti Acet és Fehérbajuszt.
Luffy magához térve nem akarja elhinni, hogy Ace meghalt. Mikor felgyógyul és elfogadja Ace halálát, Jimbeijel és Rayleighttel behatol Marinefordba, ahol 16-szor megkongatja az Ökör harangot, amivel egyrészt üzenetet küld legénysége tagjainak, másrészt a harang 16-szori kongatása egy régi korszak végét és egy új kezdetét jelenti. Ezután körbehajózzák a várost, ami a tengeren a temetést jelenti, így hadat üzenve a Tengerészetnek.
Luffy csapatának többi tagja megérti a kódolt üzenetet, hogy nem 3 nap, hanem 2 év múlva találkoznak. Ezért mindent elkövetnek, hogy erősebbek legyenek. Az eltelt időt hangsúlyozandó, hogy a Manga is szünetel 4 hétig.
2 év telt el mióta a Világkormányzat, a Shichi bukai és a Fehérbajusz kalózok összecsaptak. A Szalmakalap kalózok 2 évre eltűntek, mindenki azt hitte róluk, hogy halottak. Egy nap azonban Shabandony Archipelagon arról kezdtek beszélni, hogy váratlanul ismét feltűntek a szigeten és legénységet toboroznak. Közel 100 kalóz csatlakozott hozzájuk, azonban ezek a Szalmakalap kalózok Luffyék utánzatai. Több ismeretlen kalóz, akik Luffy és társai képére formálták magukat, hogy egy magas létszámú kalózbandát hozzanak létre. Arra még ők sem számíthattak, hogy egyből az igazi Szalmakalap kalózokba futnak.
Miután Luffyék szétverték a csalókat elindulnak a Halember-szigetre. Több kisebb-nagyobb kaland után meg is érkeznek. Megérkezésükkor találkoznak az Új-halember kalózokkal, akik Arlong példáját követve rabszolgasorba kívánják hajtani az emberiséget. Meghívást kapnak a királyi palotába, amit "véletlenül" előbb ők, majd a megérkező Hodi foglal el. Ezek után ki-ki a saját módján a főtérre utazik, ahol a Szalmakalapos csapat (9+Jimbei) összecsap a Hodi csapattal (100.000). Hodi tábornokai, majd maga Hodi is vereséget szenved. A Szalmakalaposok szökni akarnak, nehogy hősnek kiáltsák ki őket, de végül egy buli erejéig maradnak, ahol kiderül a pusztító fegyver, a Poseidon titka. Megszerzik a továbbjutás eszközét, egy 3 Log Pose-ból álló iránytűt, és elhagyják a szigetet.
A következő szigeten meglepő képek fogadják őket: kétféle időjárás, egy élő sárkány és egy 3-felé vágott szamuráj. Az üldözésükre induló Smoker összeütközésbe kerül, majd vereséget szenved a magát a sziget jelenlegi urának mondó Trafalgar Law Shichibukaitól. Miután a csapatot a "Mester" utasítására kettébontják, Namiék egy laborban ébrednek, ahonnan megmentenek pár óriásira nőtt gyereket.Szökés közben Law összecseréli Chopper, Nami Sanji és Franky lelkét, Luffyék eközben elfogják a szigeten levő Barnaszakállt, majd a csapat egy régi labor romjainál újra egyesül. itt kifaggatják Barnaszakállt, akitől megtudják, hogy a sziget jelenlegi ura Ceasar Clown, aki Lawwal szövetségben titkos kísérleteket folytat. Sanji, Zoro, Brook és a szamuráj elindul megkeresni a szamuráj középső részét.A laborból megmentett gyerekek őrjöngeni kezdenek egy a testükbe juttatott drog miatt, így Usopp elaltatja őket. A felfordulás közben Luffyékon rajta üt Ceasar két óriása, akik megölik Barnaszakállt, aztán a Franky testébe zárt Namival távoznak. Luffy és Chopper elindulnak megmenteni Namit, majd Law segítségével mindkét óriást legyőzik. A shichibukai szövetséget ajánl Luffynak egy Yonkou legyőzése érdekében. Luffynak egy feltétele van: Law segítsen legyőzni Ceasart. A csendes támadás hála Luffynak meghiúsul, és a rajtaütés sem válik be, Ceasar gázgyümölcsével elkábítja a támadókat, majd Smokerrel és Tashigivel együtt ketrecbe zárja őket. Caesar kiereszti a kísérletei folyamán létrejött tömegpusztító fegyvert a szigeten, a Halálországot, mely minden élő szervezetet képes elpusztítani. Miközben a Szalmakalaposok a Kinemon nevű szamurájjal, az apró sárkány Momonosukéval, az óriáskölykökkel, a G5 Tengerészettel, valamint Law-val a Halálország elől menekülnek, Caesar és Joker bérgyilkosai készen állnak arra, hogy lecsapjanak rájuk és végezzenek velük. A végén sikerül legyőzniük Caesart, és megmenteni az óriásgyerekeket. Luffyék foglyul ejtik Caesart, és Lawwal együtt elmennek Dressrosára, hogy átadják Caesart Doflamingonak. Eközben Doflamingo is a sziget felé tart, hogy leszámoljon a Szalmakalaposokkal és a G5 Tengerészettel. A G5-öt sikerül lemészárolnia, de Aokiji közbe lép, így Doflamingo visszamegy Dressrosára, ahol közben Den-Den Mushival beszél Lawwal. Law alkut ajánl Doflamingonak, átadja Caesart, de cserébe le kell mondania Shichibukai rangjáról.
A következő szigeten a szerelem és a szenvedély országába érkeznek, ami nem más, mint Dressrosa szigete. Emberek és játékok élnek. Az újságokban megjelenik a hír, hogy Doflamingo lemondott a Shichibukai rangjáról. A Szalmakalaposok álcázva elvegyülnek Dressrosán, ahol találkoznak az új admirálissal Fujitorával. Luffy benevez Lucy néven a Corrida Kolosszeumban zajló versenyről, ahol Ace erejét, a lánggyümölcs a főnyeremény. Különböző versenytársakkal kerül szembe, ahol mindenki meg akarja nyerni a lánggyümölcsöt, emellett megismerkedik Rebeccával a gladiátorral, aki Dressrosa előző királya, Riku király unokája. Apja Kyros a legendás gladiátor harcos, aki játékká változtatták, de emlékezetét nem törölték ki, így ő is tud Dressrosa múltjáról. Kiderül, hogy ő Rebecca apja. Mindeközben megismerhetjük Dressrosa múltját, ahol Doflamingo erőszakkal vette át a királyságot, elűzve az előző királyt, és föld alatt működő munka van, ahol megdolgoztatják az átváltozott játékokat. Law, Nami, Sanji, Chopper és Brook Green Bitre tartanak, ahol Caesar átadása történne, amikor megjelenik Fujitora Admirális és Doflamingo. Law és Doflamingo összecsapnak, ahol Doflamingo kerül ki győztesen. Robin és Usopp a Tontatták királyságában találják magukat, ahol különös törpékkel találkoznak, és ők szervezik az SOP hadműveletet, ahol le lehet rombolni a Smile gyárat. Luffy egy különös emberrel találkozik a Kolosszeumban, akiről kiderül hogy ő Sabo, a forradalmár sereg tábornoka, akiről azt gondolta, hogy régen meghalt. (A vége fele meséli el Luffy barátainak, hogyan került Dressrosára). Luffy helyett harcol a Kolosszeumban, ahol ő kerül ki győztesen és így övé lesz a lánggyümölcs ereje és ezáltal a Kolosszeumot megsemmisíti. Luffy, Zoro, és Violet, aki Rebecca nagynénje, a palota felé tartanak, ahol összefutnak Picával az Elit tisztjével, aki szintén démongyümölcs erejével rendelkezik. Usopp, Robin és a Tontatták támadást terveznek Sugar ellen, aki képes bárkit játékká változtatni. Az elkeseredett csatában végül Usopp legyőzi, őt, így akik játékká változtak, visszanyerték emberi külsejüket, Kyros is, aki azonnal rögtön támadást indít Doflamingo ellen, hogy kiszabadítsa Ryku királyt. De ez végül sikertelen volt, hiszen Doflamingo életben maradt. Doflamingo elzárja Dressrosát a külvilágtól egy kalitkával, ami húrokból áll, és ez a kalitka akkor tűnik el, ha legyőzik Doflamingot. Közben számos ellenséggel összefutnak. Zoro Picával csap össze, Franky Senior Pinkkel csap össze, aki a Smile gyárat őrzi. Így ezzel elkezdődött Dressrosán a forradalom, ahol Luffyék elindulnak a királyi palota felé. Hosszas akadály után Luffy és Law megérkeznek a királyi palotába, ahol heves küzdelem veszi kezdetét. Közben megismerkedhetünk Law és Doflamingo szörnyű múltjáról, valamint Doflamingo testvéréről Corazonról, aki az életéért feláldozva megmenti Law-t a biztos haláltól, ő neki adta a műtétgyümölcsöt. Hosszas küzdelmek után, a Szalmakalaposok és más kalózok egymás után győzték le a tiszteket, Luffy és Doflamingo összekerül egymással, mindeközben megindul a kalitka, ami feldarabolja Dressrosát. Luffy a Gear Fourth erejével sikerül legyőznie Doflamingot, ezáltal a kalitka is eltűnik. Ezek után hatalmas hírként jelenik meg Doflamingo bukása, és különböző szigetekről kapcsolódnak be a helyszínen történtekről. 
Bartolomeóék szeretnének csatlakozni a Szalmakalaposokhoz, ezáltal egy szövetséget alakítva a Szalmakalapos Flotta megalakulását. Megfogadják, hogy hűséges beosztottjaik lesznek, majd ezután ünneplés kezdődik, hogy legyőzték a Donquixote családot. Ezután útra kelnek a következő sziget felé, ahol Namiék tartózkodnak.
A Szalmakalapos Flotta megérkeznek Zou szigetre, ami furcsa módon egy elefánt hátán található. A log pose sem tudja beazonosítani mivel állandó mozgásban van. Ezen a szigeten tartózkodnak Sanjiék. Illetve ezen a szigeten laknak a Mink törzsek, akik már 1000 éve nem léptek kapcsolatba emberekkel. Luffy-ék elbúcsúznak Bartolomeóéktól, így egy új kaland veszi kezdetét, hogy megtalálják barátaikat. Zou-ra megérkezve Luffy-ék megtalálják Namiékat, Sanji kivételével. Hogy visszaszerezzék Sanjit, egy felderítő csapatot alkotnak a Szalmakalaposok, hogy elinduljanak a Sütemény sziget felé, ahol a Négy császár egyike Big Mom tartózkodik.
Luffy, Nami, Chopper, Brook, Pedro and Carrot (a Mink törzsek tagjával) elindulnak a Sütemény sziget felé, hogy megmentsék Sanjit az érdekházasságtól, ami a Charlotte család és a Vinsmoke család között alakult ki. A Sütemény sziget, a Négy császár egyikének, Big Momnak otthona. A Sütemény szigeten elkövetett akció sikeres volt, hiszen megakadályozták a kényszerházasságot, majd Big Mom legkeményebb ellenfeleit is sikerült legyőzni, és melléje csatlakozott új társuk, Jinbei. Ennek következtében az újságok Luffy vérdíja immár másfél milliárd belire nőtt, és az újságok a tenger "Ötödik császárrá" nyilvánitották.
Luffyék ezekután már Wano ország felé vették az irányt, ahol a következő főellenséggel: Kaidoval és a Százfenevad kalózokkal, valamint a Repülő hatos tagjaival kell megküzdeniük. Nem is sejtve, hogy később Big Mom is utánuk ment bosszút állni. Ez a történet a "Kabuki színház" félére van felosztva (3 felvonásból áll), vagyis felvonásokból. Ebben a sztoriban a Nindzsa-Kalóz-Mink-Szamuráj Szövetség elvegyülve próbálnak szövetségeseket találni, és az Aranyfesztivál napján leszámolni a főgonosszal Kaidoval, Onigashimán szigetén. Ezzel megnyitnák Wano ország határait, amiről a szamurájok álmodtak (akikről kiderül, hogy a jövőből jöttek), teljesítve egykori követőjük, Kozuki Oden álmát. Időközben Kaido és Big Mom szövetséget alkotnak, amiről a Világkormány is értesült, de beleszólásuk nincs, mivel Wano ország el van zárva a külvilágtól. Onigashima szigetén pedig kitör az eddigi legnagyobb háború Wano ország szabadságáért. A Repülő Hatos legyőzésével, Kid és Law Big Mom legyőzésével, és Luffy felébredt démongyümölcsével, nagy nehézségen árán, de sikerül legyőznie Kaidot, és ezáltal megjelenik az új Wano ország shogunja, a felnőtté vált Kozuki Momonosuke is. Ezáltal is érződik, hogy a hosszú csata, ami a leges leghosszabb volt a sorozat történetében, a Manga is 1 hónapos pihenőre ment, hogy az író előkészítse a Manga utolsó felvonását. A folytatásban megjelenik Aramaki admirális, aki Luffy fejét követeli, de Momonosuke és barátai megakadályozzák ezt, másrész felől megjelenik óriási Hakival Shanks is, aki ijedtében elmenekül Wano országból. Luffy és barátai a kikötőben búcsút vesznek Momonosuketól és társaitól, ezáltal folytatva útjukat a 'One Piece' kincs felé, (és ezzel hivatalosan a sorozat belép az utolsó történetívbe) ezzel a 3. felvonás és egyben a Wano Arc történet véget ért.